# Chính trị

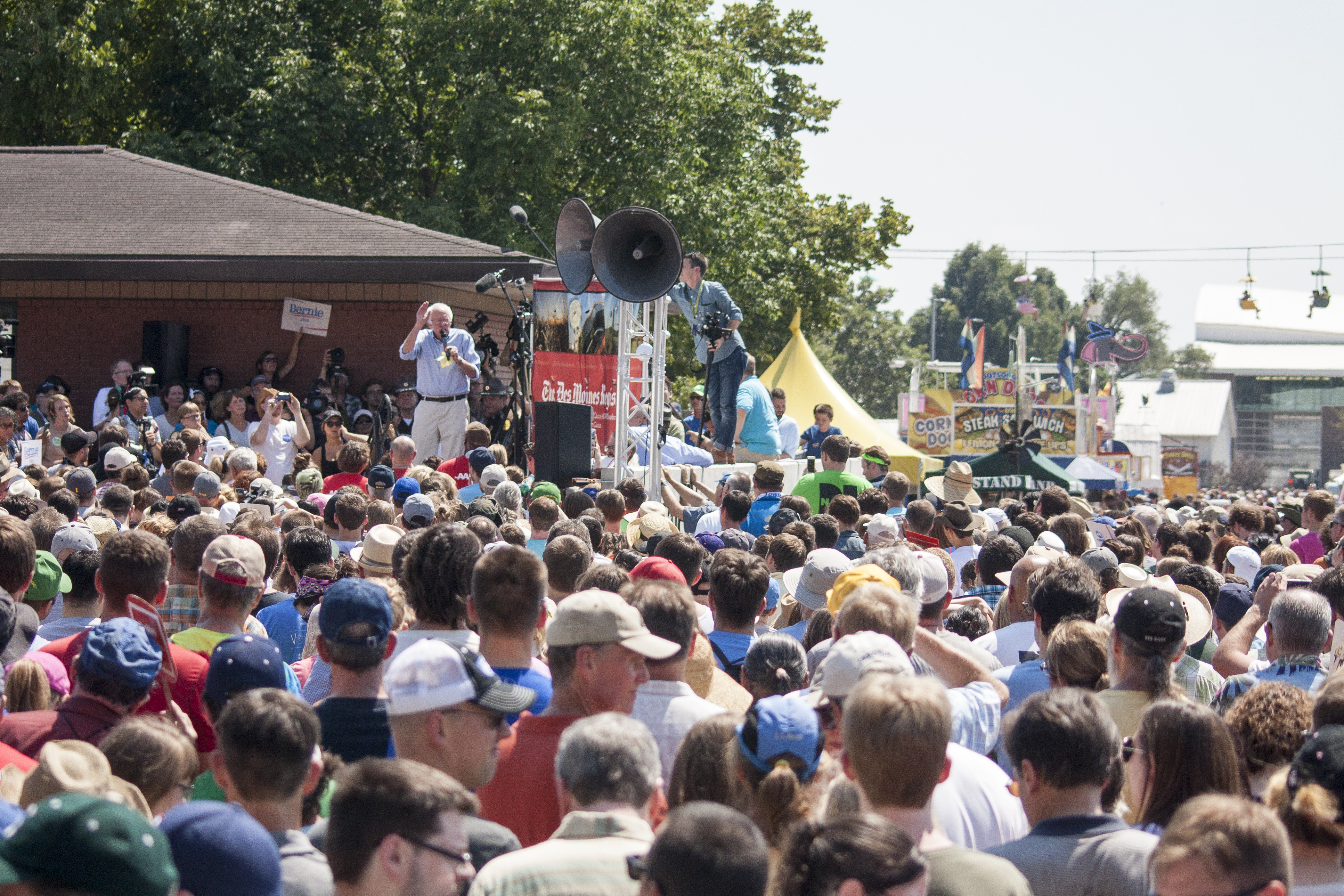
Bernie Sanders, thượng nghị sĩ, thành viên đảng Dân chủ Mỹ phát biểu trước hàng nghìn người dân vào năm 2015

Chính trị (Tiếng Anh: politics) là hoạt động trong lĩnh vực quan hệ giữa các giai cấp, cũng như các dân tộc và các quốc gia với vấn đề giành, giữ, tổ chức và sử dụng quyền lực Nhà nước; là sự tham gia của nhân dân vào công việc của Nhà nước và xã hội, là hoạt động chính trị thực tiễn của giai cấp, các đảng phái chính trị, các nhà nước nhằm tìm kiếm những khả năng thực hiện đường lối và những mục tiêu đã đề ra nhằm thỏa mãn lợi ích.
Từ khi xuất hiện, chính trị ảnh hưởng tới quá trình tồn tại và phát triển của mỗi cộng đồng, mỗi quốc gia, dân tộc và toàn nhân loại. Trước khi chính trị học ra đời với tư cách là một khoa học (political science) nghiên cứu chính trị như một chỉnh thể, có đối tượng, phương pháp, khái niệm, phạm trù..., đã có các quan niệm, quan điểm, thậm chí tư tưởng, học thuyết của các học giả khác nhau bàn về các khía cạnh của chính trị.

## Khái niệm

### Các quan niệm trước Chủ nghĩa Mác-Lênin
- Ở phương Tây thời kỳ cổ đại, nổi lên các triết gia, chính trị gia lỗi lạc về chính trị:[3]

1. Herodotus: Được mệnh danh là người "cha của chính trị học". Từ chỗ nghiên cứu và phân tích sự khác biệt giữa các hình thức chính thể: Quân chủ, Quý tộc và Dân chủ, ông khẳng định chính trị tốt nhất là thể chế hỗn hợp của các chính thể này.
2. Platon: Chính trị là "nghệ thuật cung đình"  liên kết trực tiếp của người anh hùng và sự thông minh. Sự liên kết đó được thực hiện bằng sự thống nhất tư tưởng và tinh thần hữu ái. Chính trị là nghệ thuật cai trị. Cai trị bằng sức mạnh là độc tài, cai trị bằng nghệ thuật mới là đích thực.
3. Aristotle: Chính trị là sản phẩm của sự phát triển tự nhiên- là hình thức giao tiếp cao nhất của con người; con người là động vật chính trị; quyền lực chính trị có thể được phân chia thành lập pháp, hành pháp và tư pháp.

- Ở phương Đông cổ đại, nhất là ở Trung Quốc thời kỳ "bách gia chư tử"  -  trăm hoa đua nở  -  trăm nhà đua tiếng cũng xuất hiện những tư tưởng chính trị kiệt xuất. Nổi bật nhất là các quan niệm của Khổng tử, Hàn Phi tử, Lăo tử... [3]

1. Khổng tử: Chính trị là công việc của người quân tử, là làm cho chính đạo, chính danh. Ông xây học thuyết về Nho gia với các quan điểm Tam cương, Ngũ thường - là cơ sở nền tảng cho các xã hội phong kiến phương Đông lúc bấy giờ và cả sau này.
2. Hàn Phi tử: Ông quan niệm để thực hiện hoạt động chính trị cần thiết phải xây dựng và ban hành pháp luật. Với luận thuyết nổi tiếng về thế, thuật và pháp - ông là đại diện tiêu biểu của phái Pháp gia.
3. Lão tử: Với quan điểm "vô vi nhi trị"  -  không làm gì mà mọi người tự thuần phục, tự tìm đến với con đường chính đạo thì đó là cái gốc của nghệ thuật trị nước

- Thời kỳ đêm trường trung cổ: Chính trị được các nhà Thần học và chủ nghĩa duy tâm như Tômat Đa-Canh...cho rằng "chính trị có nguồn gốc từ quyền lực tối cao của Thượng đế".[3]
- Thời kỳ các học thuyết và  tư tưởng tư sản về chính trị: Nổi tiếng với các thuyết "tam quyền phân lập, khế ước xã hội". Chính trị được quan niệm là công việc của những "công dân" có tài sản. [3]

Các tư tưởng và học thuyết nêu trên ít nhiều đã đề cập được những vấn đề cơ bản của chính trị như vấn đề tổ chức Nhà nước, các hình thức Nhà nước và các chính thể, vấn đề quyền lực Nhà nước, thủ lĩnh chính trị....Tuy nhiên do những hạn chế về lập trường, quan điểm, điều kiện lịch sử- xã hội mà các học thuyết đó ít nhiều còn bộc lộ những quan điểm thô sơ, chất phác, thậm chí là sai lầm về chính trị.

### Quan điểm củaChủ nghĩa Mác-Lênin
Nghiên cứu một cách nghiêm túc các quan điểm trước đi trước về chính trị, đồng thời vận dụng một cách khoa học các phương pháp luận của chủ nghĩa duy vật biện chứng và chủ nghĩa duy vật lịch sử, các nhà kinh điển của chủ nghĩa Mác- Lênin đã đề xuất những nhận định về chính trị như sauː
1. Chính trị là lợi ích, là quan hệ lợi ích, là đấu tranh giai cấp trước hết vì lợi ích giai cấp.
2. Cái căn bản nhất của chính trị là việc tổ chức quyền lực nhà nước, là sự tham gia vào công việc Nhà nước, là định hướng cho nhà nước, xác định hình thức, nội dung, nhiệm vụ của Nhà nước.
3. Chính trị là biểu hiện tập trung của kinh tế. Đồng thời, chính trị không thể không chiếm vị trí hàng đầu so với kinh tế.
4. Chính trị là lĩnh vực phức tạp, nhạy cảm nhất, liên quan tới vận mệnh hàng triệu người. Giải quyết những vấn đề chính trị vừa là khoa học, vừa là nghệ thuật.

Chính trị là hoạt động trong lĩnh vực quan hệ giữa các giai cấp, cũng như các dân tộc và các quốc gia với vấn đề giành, giữ, tổ chức và sử dụng quyền lực Nhà nước; là sự tham gia của nhân dân vào công việc của Nhà nước và xã hội, là hoạt động chính trị thực tiễn của giai cấp, các đảng phái chính trị, các nhà nước nhằm tìm kiếm những khả năng thực hiện đương lối và những mục tiêu đã đề ra nhằm thỏa mãn lợi ích

### Các quan điểm hiện nay
Hiện nay, trên thế giới đã hình thành 4 cách hiểu khác nhau về chính trị:
- Nghệ thuật của phép cai trị
- Những công việc của chung
- Sự thỏa hiệp và đồng thuận
- Quyền lực và cách phân phối tài nguyên hay lợi ích

Nếu quan niệm rằng chính trị chỉ là những hoạt động xoay quanh vấn đề giành, giữ và sử dụng quyền lực nhà nước thì, theo lý luận của chủ nghĩa Marx, trong xã hội cộng sản tương lai sẽ không có chính trị bởi vì lúc đó nhà nước đã tiêu vong. Nói cách khác, chính trị sẽ dần dần trở nên thừa thãi và mất hẳn trong xã hội lý tưởng của nhân loại – xã hội cộng sản.
Chính trị theo nghĩa rộng hơn là hoạt động của con người nhằm làm ra, gìn giữ và điều chỉnh những luật lệ chung mà những luật lệ này tác động trực tiếp lên cuộc sống của những người góp phần làm ra, gìn giữ và điều chỉnh những luật lệ chung đó. Với cách hiểu như thế này thì dù trong xã hội cộng sản, chính trị vẫn còn tồn tại và vẫn giữ vai trò hết sức quan trọng đối với từng con người cũng như toàn xã hội. Trong bất kỳ xã hội nào thì cũng cần những luật lệ chung để hoạt động nhịp nhàng và khoa học, tránh tình trạng vô tình hay cố ý xâm phạm quyền lợi, lợi ích, tài sản, sức khỏe hay thậm chí tính mạng của người khác hay của cộng đồng. Một ví dụ đơn giản, xã hội dù có phát triển đến đâu thì cũng cần có luật giao thông để con người có thể lưu thông một cách trật tự và hiệu quả. Hay, con người không thể sống trong một xã hội mà tình trạng an ninh không đảm bảo (cướp bóc, khủng bố chẳng hạn) do thiếu luật lệ. Mặc dù phần lớn xã hội hiện nay trên thế giới không tránh khỏi các hiện tượng cướp bóc và khủng bố nhưng phải thừa nhận rằng pháp luật đã góp phần ngăn chặn đáng kể những hành vi bất lương đó.

## Ý thức hệ chính trị

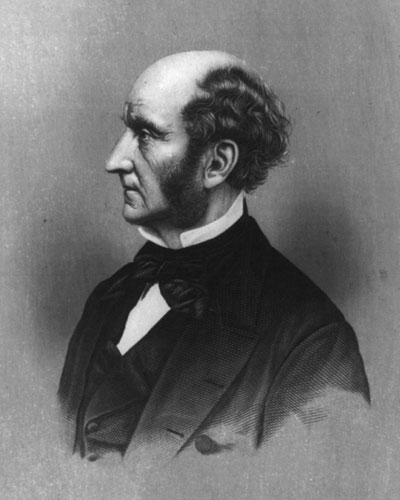
John Stuart Mill